# Лукенвалде
Лукенвалде (њем. Luckenwalde) град је у њемачкој савезној држави Бранденбург. Једно је од 16 општинских средишта округа Телтов-Флеминг. Према процјени из 2010. у граду је живјело 20.726 становника. Посједује регионалну шифру (AGS) 12072232.

## Географски и демографски подаци
Лукенвалде се налази у савезној држави Бранденбург у округу Телтов-Флеминг. Град се налази на надморској висини од 48 метара. Површина општине износи 46,5 km². У самом граду је, према процјени из 2010. године, живјело 20.726 становника. Просјечна густина становништва износи 446 становника/km².

## Међународна сарадња
| Мјесто            | Држава   | Врста сарадње | Од    |
| ----------------- | -------- | ------------- | ----- |
| Јас-Нађкун-Солнок | Мађарска | контакт       | 1996. |
| Извор             |          |               |       |